# Hugh Low
Sir Hugh Low, GCMG (10. května 1824 – 18. dubna 1905) byl britský koloniální administrátor a přírodovědec. Po dlouhém působení v různých koloniálních úřadech v Labuanu se stal prvním úspěšným britským administrátorem na Malajském poloostrově. Jeho metody se staly modelem pro jeho následovníky. V roce 1851 vykonal první zdokumentovaný výstup na Kinabalu. Nejvyšší vrchol masivu i hluboká soutěska na úbočí hory nesou Lowovo jmeno.

## Životopis
Low se narodil v Upper Claptonu v Anglii jako syn skotského zahradníka, také Hugha. Již v raném věku získal botanické zkušenosti díky práci v rodinném zahradnictví. Ve 20 letech jej otec vyslal na sběratelskou expedici do jihovýchodní Asie. Nejprve se usadil v Singapuru, brzy se však přidal k „bílému rádžovi“ Jamesi Brookeovi na Sarawaku. V následujících měsících se natolik dobře seznámil s prostředím na Sarawaku, že při návratu domů o tom sepsal knihu. Roku 1847 byl Brooke jmenován guvernérem nově ustanovené britské kolonie na Labuanu a generálním guvernérem Bornea. Lowa jmenoval svým koloniálním sekretářem (1848–1850) a Williama Napiera svým zástupcem. Low a Napierova dcera zpět na dalný východ dorazili společně roku 1948. Ihned po příjezdu do Singapuru uzavřeli sňatek. V Labuanu získal Low zkušenosti s administrativou, naučil se plynně malajsky a upevnil svou pověst jako přírodovědce, přestože měl spory s Jamesem Motleym. V letech 1850–1877 byl magistrátním úředníkem. Právě z Labuanu uskutečníl své tři výpravy na Kinabalu, první v roce 1851, druhou a třetí spolu se Spenserem St. Johnem, generálním konzulem Bruneje, v roce 1858.
V dubnu 1877 byl Low přeložen na Malajský poloostrov a stal se čtvrtým Residentem Peraku (1877–1889). Podle podmínek Smlouvy z Pangkoru byl Resident poradcem, jehož rozhodnutí byla závazná ve všech věcech s výjimkou víry a daní. První Resident byl v roce 1874 zavražděn, což vedlo k válce, po které téměř všichni vyšší malajští hodnostáři byli mrtví či v exilu. Lowowo jmenování se stalo znamením návratu k civilním pořádkům.
Během prvního roku v úřadě (1877) zavedl princip, podle kterého majitelé území s doly, pokud nechtěli o svůj majetek přijít, museli zajistit, aby jejich země byla obhospodařována. Během osmi let se dočkal zrušení otroctví na území státu. V roce 1885 byl u založení první železnice na Malajském poloostrově, z Taipingu do Port Weldu (dnes Kuala Sepetang).
Jeho 12 let v Peraku prošlo ve znamení míru. Založil státní radu, kterou tvořili nejvýznamnější malajští, čínští a britští hodnostáři. Byl velmi úspěšný při zapojování místních vůdců do nejrůznějších úrovní své politiky.
Například udržoval přátelství s čínským těžařským magnátem Chung Keng Queem, který byl jeho důvěrníkem. Další čínské těžaře přesvědčil, aby používali moderní briské vybavení, když s ním nejprve nechal experimentovat právě Qeeho. Jejich přátelství bylo tak blízké, že když byl v roce 1891 byl Qee kritizován v článku v Harpers Magazine, Low napsal šefrédaktorovi dopis, aby uvedl věc na pravpu míru.
Blízce spolupracoval s rádžou Yusefem (rádža Muda) a rádžou Drisem (pozdější sultán Idris) na obnovení pořádku, splatil státní dluh 800 000 koloniálních dolarů („Straits Dollars“) a obnovil důvěru v britský residentský systém.
Kromě úspěchů v administrativě se Low rovněž podílel na experimentech s výsadbou a pěstováním různých tropických plodin jako kaučukovníku, kávovníku, čajovníku a pepřovníku. Počátky pěstování kaučukovníku v Malajsii jsou spojovány právě s Lowem. V roce 1882 zasadil semena a vypěstoval sedm stromů v zahradách v Kuala Lumpuru.
Low rovněž pomohl založit Journal of the Straits Branch of the Royal Asiatic Society. Za své zásluhy o impérium byl opakovaně oceněn Řádem sv. Michala a sv. Jiří, nejprve v roce 1879 jako rytíř (Companion), v roce 1883 jako rytíř-komandér (Knight Commander) a v roce 1889 jako nositel velkokříže (Knight Grand Cross). Je často považován za prvního úspěšného britského administrátora na Malajském poloostrově, jehož metody se staly modelem pro další britské koloniální operace v celé jihovýchodní Asii.
Na post Residenta Peraku rezignoval Low v roce 1889. Přebytek rozpočtu jeho úřadu v té době činil 1,5 milionu koloniálních dolarů.
Hogh Low zemřel 18. dubna 1905 v Alessiu v Itálii.

## Odkaz

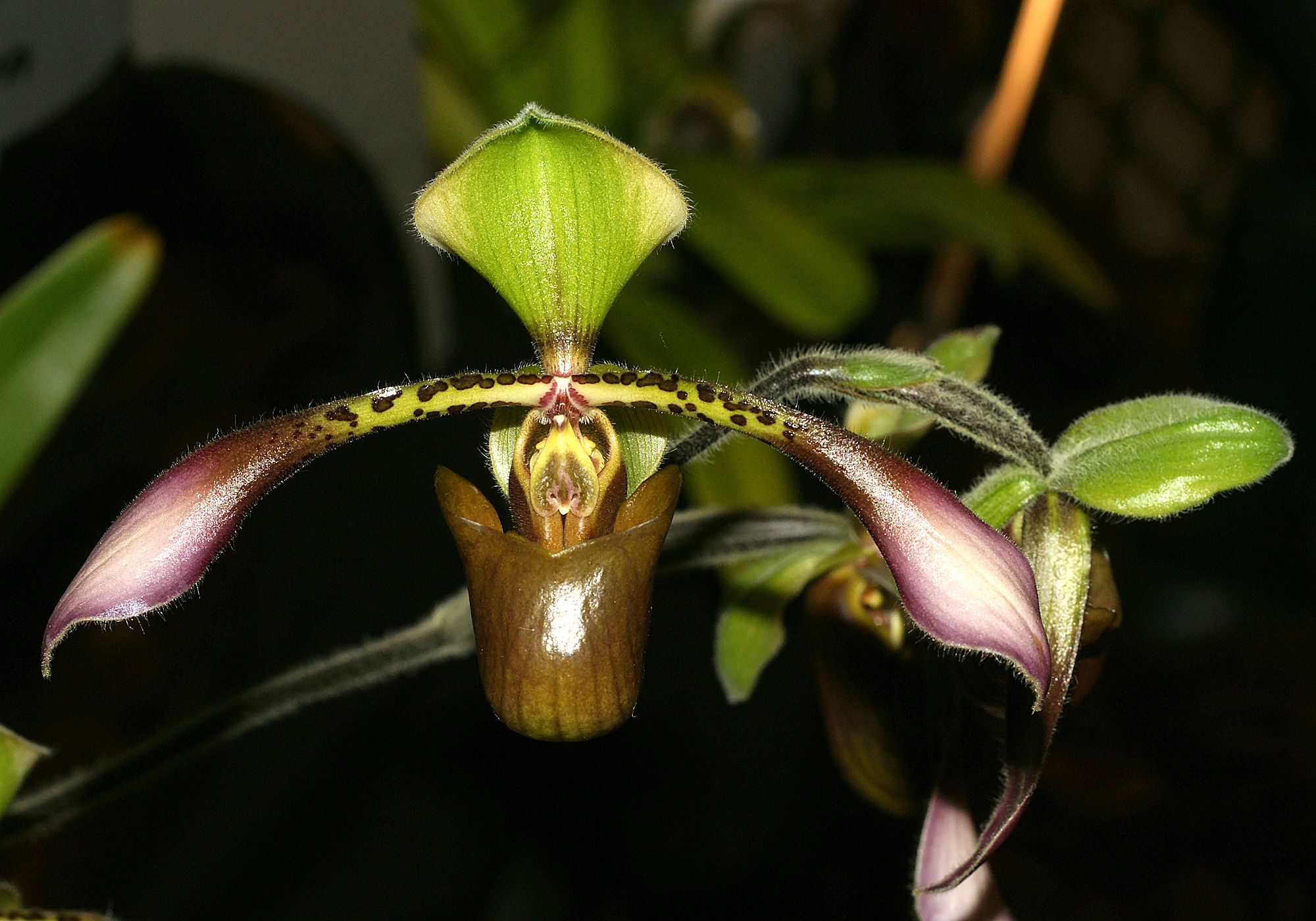
Květ orchideje Paphiopedilum lowii

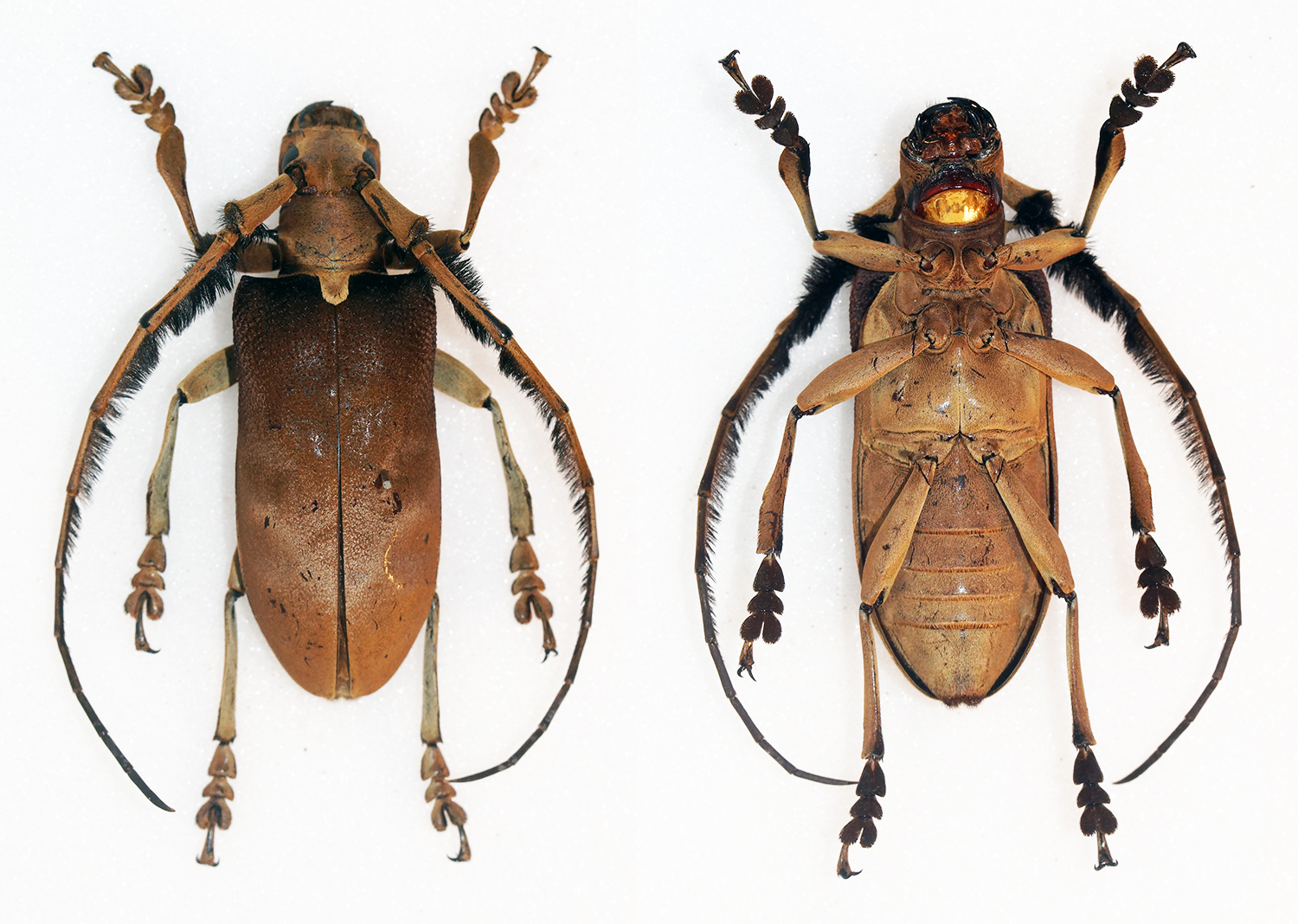
Tesaříkovitý brouk Sarothrocera lowii

Po Hughu Lowowi nese jméno řada rostlinných i živočišných druhů:
Rostliny
- Rhododendron lowii, druh pěnišníku
- Nepenthes lowii, druh láčkovky
- Vatica lowii
- Myristica lowiana, druh muškátovníku

Orchideje
- Dimorphorchis lowii, orchidej z rodu Dimorphorchis (původně Vanda, pak Arachnis)
- Dendrobium lowii, orchidej z rodu dendrobium (Dendrobium)
- Paphiopedilum lowii, orchidej z rodu střevičníkovec (Paphiopedilum)
- Plocoglottis lowii, orchidej z rodu Plocoglottis
- Malaxis lowii, orchidej z rodu měkčilka (Malaxis)

Savci
- tana péroocasá (Ptilocercus lowii)
- veverka Löwova (Sundasciurus lowii)

Hmyz
- Sarothrocera lowii, druh brouka z čeledi tesaříkovitých
- Neorina lowii, druh motýla z čeledi babočkovitých
- Papilio lowii, druh motýla z čeledi otakárkovitých

Místa
- Low's Peak – nejvyšší vrchol jihovýchodní Asie v masivu Kinabalu, Borneo
- Low's Gully

## Publikace
- LOW, Hugh. Sarawak; Its Inhabitants and Productions: Being Notes During a Residence in that Country with His Excellency Mr. Brooke. Londýn: Richard Bentley, 1848. 416 s. Dostupné online. OCLC 65314612 (anglicky)
- LOW, Jugh. A Botanist in Borneo: Hugh Low's Sarawak Journals. Příprava vydání R.H.W. Reece. Kota Kinabalu: Natural History Publications (Borneo), 2002. 206 s. ISBN 983-812-065-0. (anglicky)
- LOW, Hugh. Sĕlĕsǐlah (book of the descent) of the Rajas of Bruni. Journal of the Straits Branch of the Royal Asiatic Society. 1880, čís. 5, s. 1–8. Dostupné online. (anglicky)
- LOW, Hugh. The Journal of Sir Hugh Low; Perak, 1887. Příprava vydání Emily Sadka. Singapur: Malayan Branch of the Royal Asiatic Society, 1954. 108 s. OCLC 221394457 (anglicky)